# Trematopygus apertor
Trematopygus apertor là một loài tò vò trong họ Ichneumonidae.